# Alex Lawson
Alex Lawson (Tempe, 31 gennaio 1994) è un tennista e allenatore di tennis statunitense.
Ha ottenuto i suoi migliori risultati in doppio, specialità nella quale ha vinto alcuni titoli nei circuiti Challenger e ITF e ha raggiunto il 101º posto del ranking ATP nel luglio 2022. Vanta inoltre due semifinali disputate nei tornei del circuito maggiore e due incontri vinti agli US Open.
Negli ultimi anni di carriera ha affiancato l'attività di tennista a quella di assistant-coach per squadre di tennis di alcuni College statunitensi.

## Carriera

### Nei campionati di College e primi anni da professionista
Dopo un'ottima carriera nei tornei di tennis dei College statunitensi con la squadra dell'Università di Notre Dame, nel giugno 2016 (a 23 anni) debutta tra i professionisti in un torneo di doppio ITF, al secondo torneo ITF raggiunge la semifinale e a luglio fa il suo esordio anche nell'ATP Challenger Tour, gioca in coppia con Jackson Withrow e si spingono fino alla semifinale al Winnetka USTA Pro Tennis Championship. Subito dopo, per il suo quarto torneo da professionista, riceve una wild-card per il torneo ATP di Newport, vi prende parte con Mackenzie McDonald e vengono eliminati al primo turno. Ad agosto disputa la sua prima finale da professionista al torneo ITF di doppio USA F27, e viene sconfitto in coppia con Tim Kopinski. Nell'ultima parte della stagione perde due finali ITF e due semifinali Challenger, chiudendo la stagione di esordio al 346º posto mondiale. Nello stesso periodo aveva giocato in totale 5 incontri in singolare perdendoli tutti.

### 2017-2019, primi titoli ITF e Challenger
Dopo aver perso le prime 7 finali disputate, vince il primo titolo ITF nel settembre 2017 al torneo France F20 in coppia con Nathaniel Lammons, superando in tre set in finale Antoine Hoang / Gregoire Jacq; entro fine stagione vince con Lammons altri due titoli ITF e a ottobre entra nella top 200 del ranking. Il 28 luglio 2018 vince il primo titolo Challenger a Granby, alla sua prima finale di categoria, gioca assieme a Li Zhe e battono in finale JC Aragone / Liam Broady per 7-6, 6-3. Sarà la sua unica finale della stagione, che gli vale il 162º posto mondiale. Nel 2019 disputa altre due finali Challenger, entrambe in luglio, vince la prima a Gatineau in coppia con Marc Polmans e perde la seconda a Binghamton assieme a JC Aragone.

### 2020-2021, due titoli Challenger, primi match vinti nel circuito maggiore e 111º nel ranking
Nel gennaio 2020 vince un titolo ITF e abbandona i tornei di questa categoria dopo averne vinti quattro, mentre continua a raccogliere sconfitte nelle sue rare apparizioni in singolare. Nel prosieguo della stagione raggiunge 6 finali Challenger, 5 delle quali assieme a Lloyd Glasspool, e viene sempre sconfitto. All'inizio del 2021 gioca con il nuovo compagno di doppio Robert Galloway, in febbraio raggiungono una finale nei Challenger e i quarti di finale al torneo ATP di Singapore, con la prima vittoria di Lawson nel circuito maggiore. Tre settimane più tardi vincono la finale al Challenger di Cleveland. Nel periodo successivo ottengono altri buoni risultati nei Challenger e a luglio arrivano ai quarti all'ATP 250 di Gstaad. Ad agosto si aggiudicano il Challenger di Segovia e superano il primo turno agli US Open. Nel finale di stagione disputano cinque semifinali Challenger e a ottobre Lawson porta il best ranking alla 111ª posizione. Pur continuando a giocare tra i professionisti, nel corso della stagione inizia l'attività di assistente coach per la squadra di tennis dell'Università statale della Carolina del Nord per la stagione 2021-2022.

### 2022, prime semifinali ATP, due finali Challenger e 101º nel ranking
Sconfitto in semifinale al Challenger di Cleveland nel febbraio 2022 in coppia con Reese Stalder, quello stesso mese raggiunge con Galloway la sua prima semifinale del circuito maggiore a Delray Beach e vengono sconfitti da Oleksandr Nedovjesov / Aisam-ul-Haq Qureshi. Cambia quindi di nuovo partner e raggiunge 4 semifinali Challenger, torna a giocare con Galloway a giugno e subito raggiungono la finale al Challenger Oeiras III. Il mese dopo disputano un'altra semifinale ATP a Newport e vengono sconfitti 9-11 nel set decisivo dalle teste di serie nº 1 Raven Klaasen / Marcelo Melo, la settimana successiva Lawson porta il best ranking alla 101ª posizione. A novembre perde la finale al Challenger di Charlottesville in coppia con Artem Sitak.

### 2023-2025, un titolo e due finali Challenger, assistente coach a tempo pieno
Continua l'attività di assistente coach nei College passando a lavorare per la squadra dell'Università Pepperdine per le stagioni 2022-2023 e 2023-2024. Continua anche a giocare nel circuito, i migliori risultati nel 2023 sono due semifinali Challenger e ad agosto esce dalla top 200. Nel gennaio 2024 perde le finali di doppio nei Challenger Southern California Open e Cleveland Open. Torna a vincere un titolo Challenger dopo oltre tre anni al Las Vegas Tennis Open in coppia con il connazionale Trey Hilderbrand. Nel gennaio 2025 viene presentato come nuovo assistant coach all'Università del Michigan, e non torna a giocare nel circuito professionistico.

## Statistiche
Aggiornate al 28 luglio 2025.

### Tornei minori

#### Doppio

##### Vittorie (9)
| Legenda        |
| -------------- |
| Challenger (5) |
| Futures (4)    |

| N. | Data              | Torneo                           | Superficie  | Compagno         | Avversari in finale            | Punteggio           |
| 1. | 28 luglio 2018    | Challenger de Granby, Granby     | Cemento     | Li Zhe           | JC Aragone Liam Broady         | 7-6(2), 6-3         |
| 2. | 20 luglio 2019    | Challenger de Gatineau, Gatineau | Cemento     | Marc Polmans     | Hans Hach Dennis Novikov       | 6-4, 3-6, [10-7]    |
| 3. | 20 marzo 2021     | Cleveland Open, Cleveland        | Cemento (i) | Robert Galloway  | Hunter Reese Evan King         | 7-5, 6(5)-7, [11-9] |
| 4. | 31 luglio 2021    | Open Castilla y León, Segovia    | Cemento     | Robert Galloway  | JC Aragone Nicolás Barrientos  | 7-6(8), 6-4         |
| 5. | 14 settembre 2024 | Las Vegas Tennis Open, Las Vegas | Cemento     | Trey Hilderbrand | Tristan Boyer Tennyson Whiting | 6(9)-7, 7-5, [10-8] |

##### Finali perse (24)
| Legenda         |
| --------------- |
| Challenger (14) |
| Futures (10)    |

| N.  | Data             | Torneo                                                | Superficie    | Compagno             | Avversari in finale                    | Punteggio            |
| 1.  | 27 luglio 2019   | Binghamton Challenger, Binghamton                     | Cemento       | JC Aragone           | Luke Saville Max Purcell               | 4-6, 6-4, [5-10]     |
| 2.  | 29 febbraio 2020 | Columbus Challenger, Columbus                         | Cemento (i)   | Lloyd Glasspool      | Treat Conrad Huey Nathaniel Lammons    | 6(3)-7, 6(4)-7       |
| 3.  | 3 ottobre 2020   | Biella Challenger, Biella                             | Terra rossa   | Lloyd Glasspool      | Harri Heliövaara Szymon Walków         | 5-7, 3-6             |
| 4.  | 10 ottobre 2020  | Sánchez-Casal Cup, Barcellona                         | Terra rossa   | Harri Heliövaara     | Tristan-Samuel Weissborn Szymon Walków | 1-6, 6-4, [8-10]     |
| 5.  | 24 ottobre 2020  | Ismaning Challenger, Ismaning                         | Sintetico (i) | Lloyd Glasspool      | Andre Begemann David Pel               | 7-5, 6(2)-7, [4-10]  |
| 6.  | 31 ottobre 2020  | Hamburg Challenger, Amburgo                           | Cemento (i)   | Lloyd Glasspool      | Marc-Andrea Hüsler Kamil Majchrzak     | 3-6, 6-1, [18-20]    |
| 7.  | 7 novembre 2020  | Challenger Eckental, Eckental                         | Sintetico (i) | Lloyd Glasspool      | Dustin Brown Antoine Hoang             | 7-6(8), 5-7, [11-13] |
| 8.  | 6 febbraio 2021  | Antalya Challenger, Adalia                            | Terra rossa   | Robert Galloway      | Denys Molčanov Oleksandr Nedovjesov    | 4-6, 6(2)-7          |
| 9.  | 19 giugno 2021   | Open du Pays d'Aix, Aix-en-Provence                   | Terra rossa   | Robert Galloway      | Sadio Doumbia Fabien Reboul            | 7-6(4), 5-7, [4-10]  |
| 10. | 10 luglio 2021   | Salzburg Open, Salisburgo                             | Terra rossa   | Robert Galloway      | Facundo Bagnis Sergio Galdós           | 0-6, 3-6             |
| 11. | 25 giugno 2022   | Oeiras Challenger, Oeiras                             | Terra rossa   | Robert Galloway      | Sadio Doumbia Fabien Reboul            | 3-6, 6-3, [13-15]    |
| 12. | 5 novembre 2022  | Charlottesville Men's Pro Challenger, Charlottesville | Cemento (i)   | Artem Sitak          | Julian Cash Henry Patten               | 2-6, 4-6             |
| 13. | 20 gennaio 2024  | Southern California Open, Indian Wells                | Cemento       | Thai-Son Kwiatkowski | Ryan Seggerman Patrik Trhac            | 2-6, 6(3)-7          |
| 14. | 3 febbraio 2024  | Cleveland Open, Cleveland                             | Cemento       | William Blumberg     | George Goldhoff James Trotter          | 7-6(0), 3-6, [8-10]  |